# 미르조 투르순조다

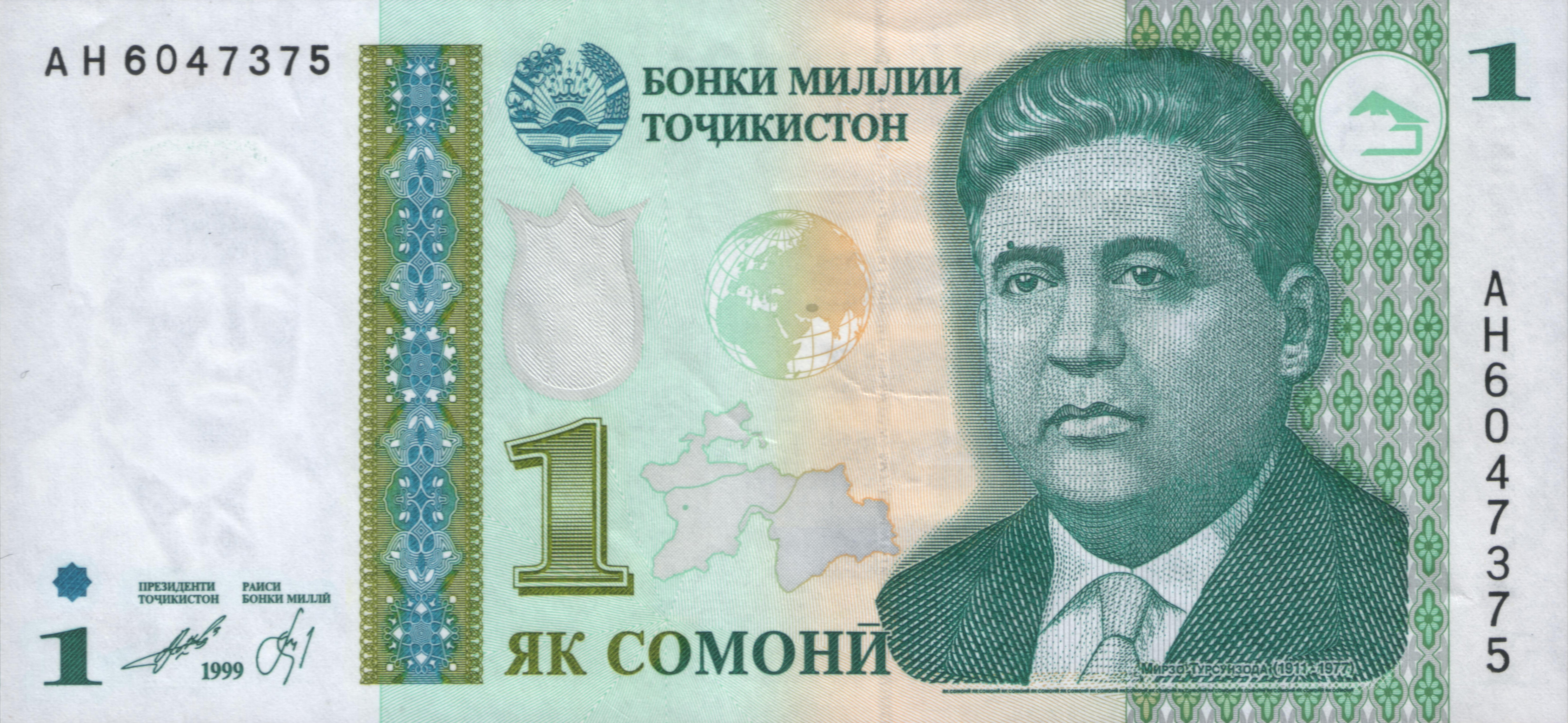
타지키스탄 1소모니 지폐에 그려진 미르조 투르순조다의 초상화

미르조 투르순조다(타지크어: Мирзо Турсунзода, 1911년 5월 2일 ~ 1977년 9월 24일)는 타지키스탄의 시인이다. 타지키스탄의 정치, 문학 분야에서 큰 영향력을 행사한 인물로 알려져 있다.

## 생애
소련 최고 소비에트 의원, 타지키스탄 공산당 중앙위원회 위원장, 소련 평화위원회 위원, 아시아 및 아프리카 국가들과의 연대를 위한 소련 위원회 위원장, 소련 각료회의 산하 레닌상 및 국가상 문학·예술·건축 전소련 위원회 위원, 타지크 소비에트 백과사전 편찬위원 등을 역임했다. 1946년에는 타지키스탄 작가 동맹 위원장으로 임명되었고 1951년에는 타지키스탄 과학 아카데미 회원으로 임명되었다. 주로 러시아어, 타지크어 시 작품을 집필했고 러시아와 구소련 국가 출신 작가들의 문학 작품을 번역하기도 했다.
1978년에는 그의 이름을 따서 명명된 도시인 투르순조다가 등장했고 1981년에는 두샨베에 그의 탄생 70주년을 기념하기 위해 건립된 문학 박물관이 개관했다. 타지키스탄의 1소모니 지폐에는 그의 초상화가 그려져 있고 두샨베에는 그의 동상이 건립되어 있다.

## 주요 작품
- 《태양》 (1936년)
- 《가을, 봄》 (1937년)
- 《조국을 위하여!》 (1941년)
- 《조국의 아들》 (1942년)
- 《모스크바에서 온 신부》 (1945년)
- 《인도의 발라드》 (1947년 ~ 1948년)
- 《나는 동방의 자유인》 (1950년)
- 《하산 아르바케시》 (1954년)
- 《아시아의 소리》 (1956년)
- 《영원한 빛》 (1957년)
- 《내 사랑》 (1960년)
- 《갠지스강에서 크렘린으로》 (1970년)

## 상훈
- 소련 노동적기훈장 (1939년, 1957년)
- 소련 스탈린상 (1948년)
- 소련 레닌상 (1948년, 1949년, 1954년, 1967년)
- 타지키스탄 영웅 칭호 (2001년, 사후 추서)